# 逃出絕命村
是一部美國劇情恐怖類型的電視劇，由米莎·葛林開創並擔當節目統籌，改編自麥特·羅夫2016年出版的小說《洛夫克拉夫特之鄉：逃出絕命村》。劇集由猴爪製片公司、壞機器人製片公司和華納兄弟電視公司製作，喬登·皮爾、米莎·葛林、J·J·亞伯拉罕和班·斯蒂芬森擔當執行監製。劇集於2020年8月16日在HBO首播。2021年7月，HBO宣佈不再製作第二季。

## 劇情
1950年代，在吉姆·克勞法仍未廢止的美國南部，年輕的非裔美國人阿提克斯·費里曼與兒時友人莉蒂西亞·路易斯以及叔叔喬治踏上公路之旅，尋找阿提克斯失蹤的父親蒙特羅斯，期間他們需要面對美國白人的種族歧視以及霍華德·菲利普斯·洛夫克拉夫特筆下創作出的可怕怪物。

## 演員與角色

### 主要角色
- 朱妮·絲莫利特 飾演 莉蒂西亞·「莉蒂」·路易斯（Letitia "Leti" Lewis）：阿提克斯的朋友，擅長攝影[4]。

- 強納森·梅爾斯 飾演 阿提克斯·費里曼（Atticus Freeman）：韓戰退役的士兵[4]。

強納森·梅爾斯以照片形式出演阿提克斯未來的兒子喬治·費里曼二世。
- 安潔紐·艾莉絲 飾演 希波利塔·費里曼（Hippolyta Freeman）：阿提克斯的嬸嬸，觀星師[4]。

- 寇特尼·B·凡斯 飾演 喬治·費里曼（George Freeman）：阿提克斯的叔叔[4]。

寇特尼·B·凡斯在第七集《我是》中出演平行世界的喬治。
- 烏米·馬薩庫 飾演 露比·巴普蒂斯特（Ruby Baptiste）：莉蒂同母異父的姐姐[4]。

烏米·馬薩庫另外出演佔據了魯比身體的克莉絲汀·布雷思韋特。
- 艾比·麗 飾演 克莉絲汀·布雷思韋特（Christina Braithwhite）：「亞當之子」首領塞繆爾的獨生女[4]。

- 鄭智麟 飾演 智雅（Ji-Ah）：內心隱藏秘密的南韓護士。

- 賈達·哈里斯（Jada Harris） 飾演 黛安娜·費里曼（Diana Freeman）：希波利塔和喬治的女兒[4]。

- 麥克·肯尼斯·威廉斯 飾演 蒙特羅斯·費里曼（Montrose Freeman）：阿提克斯性情頑固的父親[4]。

### 常設角色
- 喬丹·派翠克·史密斯（英语：Jordan Patrick Smith） 飾演 威廉（William）：克莉絲汀的「助手」。

- 傑米·諾伊曼（英语：Jamie Neumann） 飾演 希拉蕊·達文波特（Hillary Davenport）：露比服用藥水之後變成的白人女性。

- 艾瑞卡·塔賽爾（英语：Erica Tazel） 飾演 朵拉·弗里曼（Dora Freeman）：阿提克斯的母親，蒙特羅斯的妻子。

- 馬克·布蘭特（英语：Mac Brandt） 飾演 西姆斯·蘭卡斯特（Seamus Lancaster）：「古老黎明會」的首領，芝加哥警監。

- 托尼·戈德溫 飾演 塞繆爾·布雷思韋特（Samuel Braithwhite）：「亞當之子」團體領袖，克莉絲汀的父親，家族族長。

### 客串角色
- 傑米·哈里斯（英语：Jamie Harris (actor)） 飾演 尤斯塔斯·亨特（Eustace Hunt）：小鎮警長。

- 德米特里·格羅斯（英语：Demetrius Grosse） 飾演 馬文·巴普蒂斯特（Marvin Baptiste）：莉蒂同母異父的哥哥。

- 莫妮克·坎德拉里亞（Monique Candelaria） 飾演 雅吉瑪·瑪拉科迪（Yahima Maraokoti）：被提圖困在密室的翻譯人員。

- 西本吉勒·姆蘭博（英语：Sibongile Mlambo） 飾演 塔瑪拉（Tamara）：百貨商店的銷售員。

- 大衛·斯坦布拉（David Stanbra） 飾演 保羅（Paul）：百貨商店的經理。

- 李諸赫 飾演 炳浩（Byung-Ho）：參加韓戰的韓裔美國士兵。

- 卡拉·帕特森（Carra Patterson） 飾演 約瑟芬·貝克（Josephine Baker）：美國非裔演員和知名舞者。

- 飾演 黛娜·華盛頓（Dinah Washington）：美國非裔歌手。

- 飾演 蓮納·荷恩（Lena Horne）：美國非裔歌手、演員和舞者。

- 達里爾·斯蒂芬斯（英语：Darryl Stephens） 飾演 比莉·荷莉戴（Billie Holiday）：美國非裔爵士歌手。

## 集數
| 集數 | 標題 | 譯名     | 導演              | 編劇                                                   | 首播日期       | 製作 代碼 | 美國收視人數 （百萬） |
| --- | ---- | -------- | ----------------- | ------------------------------------------------------ | -------------- | --------- | --------------------- |
| 1 |      | 落日     | 亞恩·迪曼奇       | 米莎·葛林                                              | 2020年8月16日  | 101       | 0.760                 |
| 阿提克斯得知父親蒙特羅斯失蹤之後，回到家鄉芝加哥。他從此前父親寄給他的一封信中得到線索，信中寫道阿提克斯母親的祖先來自馬薩諸塞州的阿德漢姆，母親留給阿提克斯一份神圣的秘密遺產，蒙特羅斯告訴阿提克斯前去洛夫克拉夫特之鄉尋找答案。阿提克斯的叔叔喬治致力於為黑人創作「出行指南」，因此他經常實地調查。阿提克斯在出發前遇到兒時好友莉蒂西亞，莉蒂當前面臨無家可歸的窘境，她決定去找兄弟馬文，因此三人結伴踏上旅途。他們路過阿拉巴馬州的西登斯維爾，機警的阿提克斯發現餐館四壁被塗成白色，用以掩蓋鎮上警察對黑人的暴力行徑。他們匆忙驅車躲過警察的追趕，警車被克莉絲汀·布雷思韋特駕駛一輛銀色賓利汽車掀翻，三人得以逃脫。莉蒂與馬文大吵一架之後，她隨著阿提克斯繼續前往阿德漢姆。他們進入馬薩諸塞州德文郡的一個落日鎮，一名白人交通警察故意刁難他們，限制他們在日落之前離開該鎮，否則將吊死他們。阿提克斯驅車驚險地離開該鎮，但是立即被鄰鎮警長帶領數名警察抓獲。他們將三人帶至路邊樹林裡審問。樹林中竄出怪物修格斯咬死了警察，警長受傷之後，變成了同樣的怪物。阿提克斯三人合力躲過修格斯的攻擊，天亮時他們來到阿德漢姆，應聲開門的男士歡迎阿提克斯回家。 |      |          |                   |                                                        |                |           |                       |
| 2 |      | 月色皎潔 | 丹尼爾·薩克海姆   | 米莎·葛林                                              | 2020年8月23日  | 102       | 0.867                 |
| 阿提克斯、莉蒂西亞和喬治當天留宿在這座被稱為阿德漢姆的莊園。第二天，阿提克斯發現莉蒂西亞和喬治兩人均忘記夜晚遭遇怪物的事情。三人離開莊園前去村中調查，發現一座可以關押犯人的房子。傍晚，他們在回到莊園的路上再次遭遇怪物，克莉絲汀及時驅散了它們。阿提克斯見到當前莊園的主人塞繆爾，他希望阿提克斯同意參與獻祭，被阿提克斯拒絕。塞繆爾施展魔法，使得三人出現幻覺，試圖擾亂他們的心智。喬治查詢這個被稱為「古老黎明會」俱樂部的歷史，聯想阿提克斯母親的祖先的故事，他意識到阿提克斯是這個組織創始人提圖斯·布雷思韋特唯一的直系子孫。在晚宴上，阿提克斯命令眾人離開，要求塞繆爾釋放父親蒙特羅斯。他們遇到剛逃出的蒙特羅斯之後，四人駕車試圖逃走，被塞繆爾施展的魔法攔下。阿提克斯被迫參與獻祭儀式，他看到母親的祖先原是提圖斯的女僕，她放火燒毀莊園，逃離奴役生活。阿提克斯效法祖先再次摧毀了莊園。 |      |          |                   |                                                        |                |           |                       |
| 3 |      | 聖靈     | 丹尼爾·薩克海姆   | 米莎·葛林                                              | 2020年8月30日  | 103       | 0.747                 |
| 參加了喬治·費里曼的葬禮之後，莉蒂得到過世母親留下的遺產。她用這筆錢在芝加哥北區的白人社區內購買了一幢破舊的維多利亞式豪宅，供黑人群體租住。周圍的白人不斷騷擾他們，甚至在她家草坪上焚燒大型的十字架。由於警方不管不問，莉蒂出手打碎了白人們的車窗，關掉車裡一直鳴叫的汽笛，她因此被警方拘捕。被釋放之後，莉蒂發現房間裡面有鬼怪作祟。她調查得知房屋前任主人是白人科學家海勒姆·愛潑斯坦。他綁架了八名黑人，在他們身上做試驗，之後殺死他們，埋屍地下室。連同愛潑斯坦在內的九名魂靈被困於宅內。三名白人進入房屋，企圖報復住客，但是被鬼魂殺死。與其他眾多受害者一樣，他們的屍體被電梯運至屋下秘密的最底層。在一名靈媒的幫助下，莉蒂和阿提克斯聯手驅逐了愛潑斯坦的邪惡鬼魂。轉天之後，阿提克斯發現克莉絲汀來到芝加哥，他懷疑莉蒂得到的那筆財產是克莉絲汀從中操作，誘使莉蒂買下房屋。克莉絲汀稱那幢房屋是霍拉索·溫思羅普所建，他曾是亞當之子的成員，在19世紀初因偷竊《聖名錄》（The Book of Names）中的書頁被逐出該團體。愛潑斯坦則是溫思羅普的信徒。為破譯「亞當之語」，克莉絲汀請求阿提克斯協助查找丟失的《聖名錄》書頁。                                                   |      |          |                   |                                                        |                |           |                       |
| 4 |      | 暴力史   | 維多莉亞·馬霍尼   | 劇本創作 ：韋斯·泰勒 故事構思 ：米莎·葛林              | 2020年9月6日   | 104       | 0.630                 |
| 克莉絲汀來到莉蒂門前，希望拿到海勒姆·愛潑斯坦留在房中的太陽系儀，被莉蒂拒絕。為抵抗克莉絲汀，阿提克斯和莉蒂設法找尋丟失的《聖名錄》書頁，發現提圖斯將線索藏在一個伏有機關的保險庫中。於是，他們與蒙特羅斯、希波利塔以及黛安娜前往波士頓的博物館。威廉假裝與露比偶遇，兩人發生關係。希波利塔看到喬治留下的地圖標記，打算前去阿德漢姆尋找真相。蒙特羅斯買通博物館的守衛，當晚，阿提克斯、莉蒂以及蒙特羅斯潛入博物館，找到一間地下密室，遇到突然復活的一具木乃伊。他自稱為雅吉瑪·瑪拉科迪，提圖斯將他困在此處，強迫翻譯書頁。此時大水灌入密室，三人帶著雅吉瑪拿起書頁通過電梯逃脫，這座電梯通往莉蒂的豪宅。眾人回到房中之後，蒙特羅斯趁人不備，用利刃割破雅吉瑪的咽喉。 |      |          |                   |                                                        |                |           |                       |
| 5 |      | 離奇事件 | 谢丽尔·邓耶       | 米莎·葛林＆喬納森·I·基德＆索尼婭·溫頓-奧丹頓           | 2020年9月13日  | 105       | 0.744                 |
| 露比醒來發現自己變成白人女性，她驚慌失措地離開威廉家，但是被警車送回。威廉幫她撕破白人皮囊之後，露比的身體恢復原狀。威廉向她解釋這是服用了藥水的緣故，但是變身只能維持一段時間，需要定期服藥。露比開始接受以白人身份出現於公共場合，她化名希拉蕊·達文波特，獲得夢寐以求的職位，成為百貨商店的經理助理。轉天之後，露比目睹經理欺辱黑人女性店員。在克莉絲汀的鼓動下，她撕開白人偽裝，報復了經理。露比回到威廉的家中，目睹克莉絲汀從威廉的皮囊之下鑽出。與此同時，因蒙特羅斯殺死雅吉瑪，阿提克斯與父親失和，兩人發生激烈衝突。蒙特羅斯前往朋友酷兒薩米家中避難。莉蒂提前用相機將丟失的書頁拍下，阿提克斯找到其中線索，他匆忙給遠在南韓的舊情人智雅打電話。 |      |          |                   |                                                        |                |           |                       |
| 6 |      | 大邱相遇 | 海倫·謝弗         | 米莎·葛林和凱文·劉                                     | 2020年9月20日  | 106       | 0.737                 |
| 1949年秋，南韓大邱的實習護士智雅在相親會上經歷多次失敗之後，將一名男士帶回家中，當他們性交之際，智雅的七竅之中伸出「尾巴」吸食對方的精魄。原來智雅的母親為了能夠找回女兒，請求巫堂施法將九尾狐附身於智雅的體內，她需要吸收一百個精魄才能變回人身。智雅在吸食精魄過程中能夠感知對方的思想和經歷，發現人類均存惡念。奪取九十九個男人的精魄之後，智雅決定收手不做。1950年夏，智雅成為戰地護士，她的好友令姿因承認勾結北韓共產黨，被美國士兵帶走。當年秋天，智雅發現病床上的傷兵阿提克斯正是此前帶走令姿的美國士兵之一。她決意為好友報仇，設法接近阿提克斯。兩人相處期間產生感情，智雅吸食阿提克斯的精魄時感知到他在回到芝加哥之後會死亡，阿提克斯倉皇逃走。智雅向巫堂詢問預感的死亡是否會成為現實。 |      |          |                   |                                                        |                |           |                       |
| 7 |      | 我是     | 夏洛特·西林       | 米莎·葛林和香農·休斯頓                                 | 2020年9月27日  | 107       | 0.755                 |
| 希波利塔和女兒黛安娜看到阿德漢姆成為廢墟，她從其中發現喬治的「出行指南」殘頁。為找尋真相，回到芝加哥後，希波利塔從太陽系儀中得到刻有坐標的鑰匙。露比發現克莉絲汀一直在欺騙自己，她利用死去威廉的血液變換模樣，露比因此離開了克莉絲汀。莉蒂與姐姐露比和解。阿提克斯到聖路易斯找到母親的一位表親，她在土爾沙種族騷亂中倖免於難。鑰匙指引希波利塔來到堪薩斯州梅菲爾德的天文台。啟動機器之後，噪聲引來蘭卡斯特警監派遣駐守在此的警察。阿提克斯在莉蒂的提醒下趕來援救希波利塔，他們控制住警察，但是希波利塔被吸入機器打開的多元時空之中。希波利塔在白色房間中醒來，得知可以到達任何想去的時空。她在平行時空中依次結識知名舞者約瑟芬·貝克，激勵黑人女性抵抗白人入侵，此後與喬治見面。兩人被傳送到色彩絢麗的星球，與當地外星人和平相處。希波利塔牽掛女兒黛安娜，最終選擇回到現實。 |      |          |                   |                                                        |                |           |                       |
| 8 |      | 黑人波波 | 米莎·葛林         | 米莎·葛林和貝琳達·伊奧瑪·奧福德雷                      | 2020年10月4日  | 108       | 0.627                 |
| 希波利塔不見蹤跡。阿提克斯、莉蒂、露比、蒙特羅斯和黛安娜參加愛默特·提爾的追悼儀式，提爾生前是黛安娜的朋友，他被白人虐殺致死。蘭卡斯特攔住提前離場的黛安娜，對她施加咒語，釋放出兩個惡靈托普西和波普西一直糾纏黛安娜。黛安娜最終被兩個惡靈攻擊。阿提克斯為學習施咒，將太陽系儀中的鑰匙給予克莉絲汀。智雅來到芝加哥，莉蒂因此對阿提克斯心生芥蒂。阿提克斯向父親透露自己之前在梅菲爾德的天文台曾進入自己的未來，看到他與莉蒂生下的兒子喬治。喬治寫下《洛夫克拉夫特之鄉：逃出絕命村》一書。莉蒂用《聖名錄》書頁的照片向克莉絲汀交換魔法咒語。克莉絲汀付錢要求兩名男子以提爾的死亡方式殺死自己，她被鐵絲纏頸丟入河中，但是很快復活。露比將克莉絲汀和威廉的真實關係告訴莉蒂。莉蒂施咒阻止蘭卡斯特進屋搜查，警察在外用槍不停射擊。歸來的阿提克斯召喚出一隻怪物修格斯，殺死全部警察。 |      |          |                   |                                                        |                |           |                       |
| 9 |      | 重回1921 | 傑佛瑞·納克曼諾夫 | 米莎·葛林＆喬納森·基德＆索尼婭·溫頓                    | 2020年10月11日 | 109       | 0.671                 |
| 希波利塔回到芝加哥，發現女兒黛安娜被蘭卡斯特釋放出的惡靈攻擊，昏迷不醒。露比求助於克莉絲汀，克莉絲汀使用希波利塔的血液「重置」詛咒，但未能完全解除。克莉絲汀私下說服露比幫助自己獲得永生，儘管在此過程中的咒語會害死阿提克斯。希波利塔重啟天文台的時間機器，阿提克斯、莉蒂和蒙特羅斯回到1921年的土爾沙，企圖找到種族騷亂中焚於烈火的書籍《聖名錄》。三人目睹幼年的蒙特羅斯被父親鞭打，朵拉阻攔之後，蒙特羅斯離家出走。阿提克斯跟著蒙特羅斯發現幼年的蒙特羅斯、喬治和朵拉被白人幫派欺凌，阿提克斯遵循歷史，施以援手，救下他們。莉蒂在騷亂中被朵拉的父親救下，她從朵拉的祖母手中得到《聖名錄》。三人最終通過時間機器回到1955年。 |      |          |                   |                                                        |                |           |                       |
| 10 |      | 完整循環 | 尼爾森·麥考米克   | 劇本創作 ：貝琳達·伊奧瑪·奧福德雷 故事構思 ：米莎·葛林 | 2020年10月18日 | 110       | 0.881                 |

## 製作

### 開發
2017年5月16日，HBO宣整季預訂《逃出絕命村》，由米莎·葛林、喬登·皮爾、J·J·亞伯拉罕和班·斯蒂芬森擔當執行監製。米莎·葛林同時兼任節目統籌並撰寫試播集劇本。製作公司包括猴爪製片公司、壞機器人製片公司和華納兄弟電視公司。
2018年3月5日，亞恩·迪曼奇確定執導試播集，同時擔當該集的執行監製。2021年7月2日，HBO宣佈不再製作第二季。

### 選角
2018年4月26日，朱妮·絲莫利特確定領銜出演女主角。5月2日，報道稱強納森·梅爾斯將出演男主角。5月3日，烏米·馬薩庫確定參演劇集。6月19日，安潔紐·艾莉絲和伊莉莎白·戴比基確定出演主要角色，寇特尼·B·凡斯出演常設角色。10月10日，麥克·肯尼斯·威廉斯確定出演主要角色。2019年6月14日，艾比·麗·科肖代替伊莉莎白·戴比基出演劇集，鄭智麟和傑米·哈里斯加入劇組，出演常設角色。6月20日，傑米·諾伊曼（Jamie Neumann）、艾瑞卡·塔賽爾和馬克·布蘭特加入演出陣容，出演常設角色。7月10日，托尼·戈德溫加入劇組。

### 拍攝
主體拍攝於2018年7月16日在伊利諾伊州芝加哥開機，另外還在芝加哥的電影空間製片公司（Cinespace Film Studios）、埃爾伯恩、芒特莫里斯的白松州立公園和喬治亞州梅肯等地取景拍攝。

## 音樂
勞拉·卡普曼和拉斐爾·薩迪克負責為劇集作曲，音樂原聲帶於2020年10月19日發行。
| 《逃出絕命村》原声带 | 《逃出絕命村》原声带 | 《逃出絕命村》原声带 |
| 曲序                 | 曲目                 | 时长                 |
| -------------------- | -------------------- | -------------------- |
| 1.                   |                      | 1:47                 |
| 2.                   |                      | 2:51                 |
| 3.                   |                      | 2:03                 |
| 4.                   |                      | 2:11                 |
| 5.                   |                      | 2:15                 |
| 6.                   |                      | 2:42                 |
| 7.                   |                      | 3:15                 |
| 8.                   |                      | 2:56                 |
| 9.                   |                      | 2:19                 |
| 10.                  |                      | 3:15                 |
| 11.                  |                      | 1:43                 |
| 12.                  |                      | 0:47                 |
| 13.                  |                      | 4:26                 |
| 14.                  |                      | 1:08                 |
| 15.                  |                      | 2:07                 |
| 16.                  |                      | 1:32                 |
| 17.                  |                      | 4:00                 |
| 18.                  |                      | 2:00                 |
| 19.                  |                      | 1:20                 |
| 20.                  |                      | 1:21                 |
| 21.                  |                      | 4:19                 |
| 22.                  |                      | 1:02                 |
| 23.                  |                      | 1:46                 |
| 24.                  |                      | 1:58                 |
| 25.                  |                      | 1:13                 |
| 26.                  |                      | 1:09                 |
| 27.                  |                      | 2:26                 |
| 28.                  |                      | 2:37                 |
| 29.                  |                      | 2:52                 |
| 30.                  |                      | 2:38                 |
| 31.                  |                      | 3:49                 |
| 32.                  |                      | 1:48                 |
| 33.                  |                      | 1:00                 |
| 34.                  |                      | 0:49                 |
| 35.                  |                      | 0:50                 |
| 36.                  |                      | 1:51                 |
| 37.                  |                      | 2:06                 |
| 38.                  |                      | 2:33                 |
| 39.                  |                      | 2:42                 |
| 40.                  |                      | 0:40                 |
| 41.                  |                      | 1:53                 |
| 42.                  |                      | 2:08                 |
| 43.                  |                      | 1:05                 |
| 44.                  |                      | 3:25                 |
| 45.                  |                      | 1:49                 |
| 46.                  |                      | 1:08                 |
| 47.                  |                      | 4:51                 |
| 48.                  |                      | 2:36                 |
| 49.                  |                      | 3:21                 |
| 50.                  |                      | 1:18                 |
| 51.                  |                      | 2:47                 |
| 52.                  |                      | 2:10                 |
| 53.                  |                      | 1:25                 |
| 54.                  |                      | 1:41                 |
| 55.                  |                      | 1:35                 |
| 56.                  |                      | 1:56                 |
| 57.                  |                      | 4:21                 |
| 58.                  |                      | 1:21                 |
| 59.                  |                      | 1:29                 |
| 60.                  |                      | 4:52                 |
| 61.                  |                      | 1:56                 |
| 62.                  |                      | 3:36                 |
| 总时长：             | 总时长：             | 2:18:49              |

## 迴響

### 評價
根据評論匯總网站爛番茄汇总的107篇评论文章，90%的评论家给予该作正面评价，平均打分为8.32分（满分10分）。该网站总结的评论家共识是“y”。」《逃出絕命村》第一季在Metacritic網站上得到「普遍讚譽」，獲得了79/100分（42位劇評人）。
《影音俱樂部》的編輯香農·米勒（Shannon Miller）稱讚劇集能夠平衡洛夫克拉夫特富有爭議的政治觀點與他「無與倫比的遠見卓識」之間的聯繫。《泰晤士報》的編輯雨果·里夫金德（Hugo Rifkind）認為劇集充斥著野性和正義的憤怒。《芝加哥論壇報》的影視評論家邁克爾·菲利普斯將劇集與此前不太成功的洛氏改編作品相對比，認為劇集在前人未曾探索的領域取得成功，同時稱讚劇集的主題。《紐約時報》的編輯邁克·黑爾（Mike Hale）表示節目統籌米莎·葛林擅長運用文化隱喻，將其出色地融入劇集之中。《綜藝》雜誌的編輯丹尼爾·達達里奧（Daniel D'Addario）評論道：「洛氏恐怖元素儘管極端暴力，但是仍然遜色於人類的邪念惡行。」
| 第一季（2020年）：烂番茄追踪到的所有评论家的评论中，正面评论占比 |                                                              |
|                                                                  | 由于已知的技术原因，图表暂时不可用。带来不便，我们深表歉意。 |

### 收視
| 序 | 標題     | 播出日期       | 收視率 （18–49歲） | 收視率變化 （%） | 收視人数 （百萬） | 收視人数變化 （%） |
| -- | -------- | -------------- | ------------------ | ---------------- | ----------------- | ------------------ |
| 1  | 落日     | 2020年8月16日  | 0.23               | 不適用           | 0.760             | 不適用             |
| 2  | 月色皎潔 | 2020年8月23日  | 0.23               | ━                | 0.867             | +14.08▲            |
| 3  | 聖靈     | 2020年8月30日  | 0.18               | −21.74▼          | 0.747             | −13.84▼            |
| 4  | 暴力史   | 2020年9月6日   | 0.12               | −33.33▼          | 0.630             | −15.66▼            |
| 5  | 離奇事件 | 2020年9月13日  | 0.18               | +50▲             | 0.744             | +18.1▲             |
| 6  | 大邱相遇 | 2020年9月20日  | 0.18               | ━                | 0.737             | −0.94▼             |
| 7  | 我是     | 2020年9月27日  | 0.20               | +11.11▲          | 0.755             | +2.44▲             |
| 8  | 黑人波波 | 2020年10月4日  | 0.16               | −20▼             | 0.627             | −16.95▼            |
| 9  | 重回1921 | 2020年10月11日 | 0.14               | −12.5▼           | 0.671             | +7.02▲             |
| 10 | 完整循環 | 2020年10月18日 | 0.25               | +78.57▲          | 0.881             | +31.3▲             |

## 宣傳與發行

### 電視播出
《逃出絕命村》於2020年8月16日在HBO首播，共10集。2020年7月26日，HBO釋出第一支官方預告片。

### 影碟發行
| 季數 | 季數 | 集數 | DVD發行日期   | DVD發行日期   | DVD發行日期   | 藍光影碟發行日期 | 藍光影碟發行日期 |
| 季數 | 季數 | 集數 | 區域1         | 區域2         | 區域4         | A區              | B區              |
| ---- | ---- | ---- | ------------- | ------------- | ------------- | ---------------- | ---------------- |
|      | 1    | 10   | 2021年2月16日 | 2021年2月22日 | 2021年2月17日 | 2021年2月16日    | 2021年2月22日    |

## 備註
1. ↑  第一季第四集《暴力史》於2020年9月4日在串流媒體HBO Max上提前播出[11]。

## 資料來源
1. ↑  Newby, Richard. . The Hollywood Reporter. 2020-08-16  [2020-08-17]. （原始内容存档于2020-10-08） （美国英语）.
2. ↑  . 博客來. （原始内容存档于2020-09-28） （中文（臺灣））.
3. 1 2  Andreeva, Nellie. . Deadline Hollywood. 2018-03-05  [2018-03-06]. （原始内容存档于2020-11-15） （美国英语）.
4. 1 2 3 4 5 6 7 8 9 10  . HBO.   [2020-08-13]. （原始内容存档于2020-11-15） （美国英语）.
5. ↑  . WarnerMedia.   [2020-07-04]. （原始内容存档于2020-07-04） （美国英语）.
6. ↑  . Writers Guild of America West.   [2020-07-23] （美国英语）.
7. ↑  . The Futon Critic.   [2020-07-04] （美国英语）.
8. 1 2  Metcalf, Mitch. . Showbuzz Daily. 2020-08-18  [2020-08-18]. （原始内容存档于2020-08-18） （美国英语）.
9. 1 2  Metcalf, Mitch. . Showbuzz Daily. 2020-08-25  [2020-08-25]. （原始内容存档于2020-08-25） （美国英语）.
10. 1 2  Metcalf, Mitch. . Showbuzz Daily. 2020-09-01  [2020-09-01]. （原始内容存档于2020-09-03） （美国英语）.
11. ↑  Lovecraft Country [@LovecraftHBO].  (推文). 2020-09-04  [2020-09-06]. （原始内容存档于2020-09-06） –Twitter （美国英语）.
12. 1 2  Metcalf, Mitch. . Showbuzz Daily. 2020-09-09  [2020-09-09]. （原始内容存档于2020-09-09） （美国英语）.
13. 1 2  Metcalf, Mitch. . Showbuzz Daily. 2020-09-15  [2020-09-15]. （原始内容存档于2020-11-15） （美国英语）.
14. 1 2  Metcalf, Mitch. . Showbuzz Daily. 2020-09-22  [2020-09-22]. （原始内容存档于2020-09-22） （美国英语）.
15. 1 2  Metcalf, Mitch. . Showbuzz Daily. 2020-09-29  [2020-09-29]. （原始内容存档于2020-11-15） （美国英语）.
16. 1 2  Metcalf, Mitch. . Showbuzz Daily. 2020-10-06  [2020-10-06]. （原始内容存档于2020-11-15） （美国英语）.
17. 1 2  Metcalf, Mitch. . Showbuzz Daily. 2020-10-13  [2020-10-13]. （原始内容存档于2020-11-13） （美国英语）.
18. 1 2  Metcalf, Mitch. . Showbuzz Daily. 2020-10-20  [2020-10-20]. （原始内容存档于2020-11-15） （美国英语）.
19. ↑  Fleming Jr, Mike. . Deadline Hollywood. 2017-05-16  [2018-03-06]. （原始内容存档于2020-11-15） （美国英语）.
20. ↑  Otterson, Joe. . Variety. 2017-05-16  [2018-03-06]. （原始内容存档于2020-11-15） （美国英语）.
21. ↑  Sokol, Tony. . Den of Geek. 2017-05-16  [2018-03-06]. （原始内容存档于2018-04-25） （美国英语）.
22. ↑  Sandberg, Bryn Elise. . The Hollywood Reporter. 2017-05-16  [2018-03-06]. （原始内容存档于2020-11-15） （美国英语）.
23. ↑  Kit, Borys. . The Hollywood Reporter. 2018-03-05  [2018-03-06]. （原始内容存档于2020-11-15） （美国英语）.
24. ↑  Boucher, Ashley. . TheWrap. 2018-03-05  [2018-03-06]. （原始内容存档于2020-11-15） （美国英语）.
25. ↑  Andreeva, Nellie. . Deadline Hollywood. 2021-07-02  [2021-07-02]. （原始内容存档于2021-07-02） （美国英语）.
26. ↑  Andreeva, Nellie. . Deadline Hollywood. 2018-04-26  [2020-05-01]. （原始内容存档于2020-11-15） （美国英语）.
27. ↑  Andreeva, Nellie. . Deadline Hollywood. 2018-05-02  [2020-05-01]. （原始内容存档于2020-11-15） （美国英语）.
28. ↑  Petski, Denise. . Deadline Hollywood. 2018-05-03  [2020-05-01]. （原始内容存档于2020-11-15） （美国英语）.
29. ↑  Andreeva, Nellie. . Deadline Hollywood. 2018-06-19  [2018-06-20]. （原始内容存档于2020-11-15） （美国英语）.
30. ↑  Petski, Denise. . Deadline Hollywood. 2018-10-10  [2020-05-01]. （原始内容存档于2020-11-15） （美国英语）.
31. ↑  Andreeva, Nellie. . Deadline Hollywood. 2019-06-14  [2019-06-15]. （原始内容存档于2020-11-15） （美国英语）.
32. ↑  Petski, Denise. . Deadline Hollywood. 2019-06-20  [2020-05-01]. （原始内容存档于2020-11-15） （美国英语）.
33. ↑  Petski, Denis. . Deadline Hollywood. 2019-07-10  [2020-05-01]. （原始内容存档于2020-11-15） （美国英语）.
34. ↑  . On Location Vacations. 2018-07-15  [2018-07-17]. （原始内容存档于2019-03-25） （美国英语）.
35. ↑  Patton, Daniel. . Reel Chicago. 2018-07-09  [2018-07-17]. （原始内容存档于2019-10-20） （美国英语）.
36. ↑  Bachman, Tyler. . WSPY News. 2018-06-28  [2018-07-17]. （原始内容存档于2019-10-20） （美国英语）.
37. ↑  . WTVO. 2019-11-11  [2020-01-22]. （原始内容存档于2020-07-22） （美国英语）.
38. ↑  Plaskowsky, Andrew. . WMAZ. 2020-05-01  [2020-05-02]. （原始内容存档于2020-11-15） （美国英语）.
39. ↑  . Soundtrack. 2020-10-20  [2020-10-20] （美国英语）.
40. 1 2  . Rotten Tomatoes. Fandango Media.   [2020-10-21] （美国英语）.
41. ↑  . Metacritic.   [2020-10-21]. （原始内容存档于2020-11-15） （美国英语）.
42. ↑  Miller, Shannon. . The A.V. Club. 2020-08-07  [2020-08-13]. （原始内容存档于2020-11-15） （美国英语）.
43. ↑  Rifkind, Hugo. . The Times. 2020-08-21  [2020-08-24]. ISSN 0140-0460. （原始内容存档于2020-11-15） （英国英语）.
44. ↑  Phillips, Michael. . Chicago Tribune. 2020-08-07  [2020-08-13]. （原始内容存档于2020-11-15） （美国英语）.
45. ↑  Hale, Mike. . The New York Times. 2020-08-13  [2020-08-29]. （原始内容存档于2020-11-15） （美国英语）.
46. ↑  D'Addario, Daniel. . Variety. 2020-08-07  [2020-08-13]. （原始内容存档于2020-11-15） （美国英语）.
47. ↑  . TV Series Finale. 2020-10-20  [2020-10-20] （美国英语）.
48. ↑  . TV Series Finale. 2020-10-20  [2020-10-20] （美国英语）.
49. ↑  Iannucci, Rebecca. . TVLine. 2020-05-01  [2020-05-01]. （原始内容存档于2020-07-11） （美国英语）.
50. ↑  Seddon, Dan. . DigitalSpy. 2020-05-02  [2020-05-04]. （原始内容存档于2020-07-25） （美国英语）.
51. ↑  . WarnerMedia. 2020-07-01  [2020-07-01]. （原始内容存档于2020-07-01） （美国英语）.
52. ↑  . Rolling Stone. 2020-07-26  [2020-07-27]. （原始内容存档于2021-01-16） （美国英语）.
53. ↑  .   [2020-11-06] –Amazon （美国英语）.
54. ↑  .   [2021-04-14]. （原始内容存档于2021-04-15） –Amazon （英国英语）.
55. ↑  .   [2021-04-14]. （原始内容存档于2021-04-16） –JB Hi-Fi （澳大利亚英语）.
56. ↑  .   [2020-11-06]. （原始内容存档于2022-05-23） –Amazon （美国英语）.
57. ↑  .   [2021-04-14]. （原始内容存档于2021-04-14） –Amazon （英国英语）.

## 外部連結
- 互联网电影数据库（IMDb）上《逃出絕命村》的资料（英文）
- 爛番茄上《逃出絕命村》的資料（英文）
- 豆瓣电影上《逃出絕命村》的資料 （简体中文）